# Harry Stovey
Harry Duffield Stovey, né Harry Duffield Stowe (20 décembre 1856 - 20 septembre 1937) était un joueur de la Ligue majeure de baseball pendant le XIXe siècle. Il a joué 14 saisons entre 1880 et 1893 et fut le premier frappeur à accumuler 100 coups de circuit en carrière. En 1883 il a frappé 14 circuits, ce qui à l'époque était le record de la Ligue majeure de baseball. Il était un coureur très rapide avec plus de 50 buts volés en 6 saisons d'affilée entre 1886 et 1891, avec 40 buts volés en 1892.
À la fin de sa carrière il avait accumulé 122 circuits et 509 buts volés, et était donc le premier joueur à frapper 100 circuits et voler 500 buts.

## Équipes
- Worcester Worcesters (1880-1882)
- Philadelphia Athletics (1883-1889)
- Boston Reds (1890)
- Boston Beaneaters (1891-1892)
- Baltimore Orioles (1892-1893)
- Brooklyn Bridegrooms (1893)